# 1976 na música

## Eventos
- Led Zeppelin lança seu sétimo álbum de estúdio, Presence, em 31 de Março.

- Jean Michel Jarre grava Oxygene.
- O punk rock se torna um movimento musical de grande repercussão nos EUA e Inglaterra, a partir das bandas Ramones, Sex Pistols e The Clash.
- O Black Sabbath lança seu sétimo álbum Technical Ecstasy, com clássicos como "Dirty Women", "Rock n' Roll Doctor" e "All Moving Parts (Stand Still)".
- A Banda Aerosmith lança o esplêndido e o melhor LP do ano, Rocks, no dia 3 de maio.
- Após um show em Liverpool, o Deep Purple anuncia o fim de suas atividades, embora teriam voltado em 1984. Como despedida, a banda editou o disco ao vivo Made in Europe.
- Peter Frampton lança o álbum duplo Frampton Comes Alive!, um dos discos gravados ao vivo mais vendidos da história do pop-rock.
- A banda Queen lança o seu álbum A Day at the Races, que tem a famosa Somebody to Love
- É formada em 25 de Setembro de 1976,a Banda musical U2, em Dublin na Irlanda, composta pelo cantor, compositor e ativista:Bono Vox.
- O grupo musical de R&B, The Jacksons lança o álbum  auto-intitulado
- O grupo sueco ABBA lança seu álbum de maior sucesso até então, Arrival, colocando diversos hits no topo das principais paradas de sucesso do mundo, como "Dancing Queen", "Fernando" e "Money, Money, Money", alcançando grande vendagem.
- Bee Gees entram na era disco com a canção "You Should Be Dancing".
- O Kiss lança dois álbuns: Destroyer, o quarto da banda, lançado em março, e Rock And Roll Over, o quinto, lançado no mês de novembro.
- A banda canadense Rush lança seu quarto álbum de estúdio, nomeado 2112, em fevereiro.
- É lançado o grupo Doces Bárbaros, formado por Gilberto Gil, Caetano Veloso, Gal Costa e Maria Bethânia.

## Nascimentos
| Data            | Nome                    | Profissão                                                                       | Nacionalidade  | Observações | Ref |
| --------------- | ----------------------- | ------------------------------------------------------------------------------- | -------------- | ----------- | --- |
| 8 de janeiro    | Alexandre Pires         | cantor                                                                          | Brasil         |             |     |
| 21 de janeiro   | Emma Bunton             | cantora                                                                         | Inglaterra     |             |     |
| 3 de fevereiro  | Kenzie                  | compositora e produtora                                                         | Coreia do Sul  |             |     |
| 15 de fevereiro | Brandon Boyd            | vocalista                                                                       | Estados Unidos |             |     |
| 16 de fevereiro | Nishimura Tooru (Kyo)   | vocalista                                                                       | Japão          |             |     |
| 29 de fevereiro | Ja Rule                 | rapper                                                                          | Estados Unidos |             |     |
| 1 de março      | Kamau                   | rapper                                                                          | Brasil         |             |     |
| 20 de março     | Chester Bennington      | vocalista                                                                       | Estados Unidos | m. 2017     |     |
| 30 de março     | Hamilton de Holanda     | músico                                                                          | Brasil         |             |     |
| 15 de abril     | Duca Tambasco           | Baixista                                                                        | Brasil         |             |     |
| 16 de maio      | Ana Paula Valadão Bessa | compositora e cantora                                                           | Brasil         |             |     |
| 22 de maio      | Daniel Erlandsson       | baterista                                                                       | Suécia         |             |     |
| 5 de junho      | Aesop Rock              | rapper                                                                          | Estados Unidos |             |     |
| 1 de julho      | Simony                  | cantora e apresentadora de televisão                                            | Brasil         |             |     |
| 21 de julho     | Emanuelle Araújo        | cantora e atriz                                                                 | Brasil         |             |     |
| 25 de julho     | Nívea Soares            | compositora e cantora                                                           | Brasil         |             |     |
| 1 de agosto     | Marcus Menna            | cantor                                                                          | Brasil         |             |     |
| 6 de Setembro   | Rodrigo Amarante        | músico                                                                          | Brasil         |             |     |
| 7 de outubro    | Aline Barros            | cantora                                                                         | Brasil         |             |     |
| 8 de outubro    | Seryoga                 | rapper                                                                          | Bielorrússia   |             |     |
| 25 de outubro   | Rafael Cortez           | ator, humorista, apresentador e músico                                          | Brasil         |             |     |
| 22 de novembro  | Ville Hermanni Valo     | vocalista                                                                       | Finlândia      |             |     |
| 24 de Novembro  | Theo Becker             | ator, cantor, compositor, modelo e apresentador                                 | Brasil         |             |     |
| 14 de dezembro  | Rodrigo Phavanello      | ator e cantor                                                                   | Brasil         |             |     |
| 19 de dezembro  | Fernanda Brum           | cantora                                                                         | Brasil         |             |     |
| 25 de dezembro  | Tuomas Holopainen       | tecladista, compositor e líder da banda finlandesa de metal sinfônico Nightwish | Finlândia      |             |     |

## Mortes
| Data            | Nome               | Profissão                                                                    | Nacionalidade  | Observações | Ref |
| --------------- | ------------------ | ---------------------------------------------------------------------------- | -------------- | ----------- | --- |
| 5 de Janeiro    | Paraguassu         | cantor, compositor                                                           | Brasil         | n. 1894     |     |
| 22 de Fevereiro | Florence Ballard   | cantora                                                                      | Estados Unidos | n. 1943     |     |
| 19 de Março     | Paul Kossoff       | guitarrista                                                                  | Reino Unido    | n. 1950     |     |
| 9 de maio       | Floyd Council      | guitarrista                                                                  | Estados Unidos | n. 1911     |     |
| 7 de junho      | Thalma de Oliveira | jornalista, radialista, dramaturgo, autor de telenovelas, poeta e roteirista | Brasil         | n. 1917     |     |
| 4 de dezembro   | Benjamin Britten   | compositor e pianista                                                        | Inglaterra     | n. 1913     |     |
| 4 de dezembro   | Tommy Bolin        | guitarrista                                                                  | Estados Unidos | n. 1951     |     |